# A Certain Smile
A Certain Smile és una pel·lícula estatunidenca dirigida per Jean Negulesco i estrenada el 1958.

## Argument
A París, la jove Dominique estudia dret a la Sorbona en companyia del seu promès Bertrand. Però és atreta pel seu oncle Luc, un seductor a la quarantena ja casat amb la molt distingida Françoise que fingeix ignorar les nombroses aventures extraconjugals d'aquest.

## Repartiment
- Rossano Brazzi: Luc Ferrand
- Joan Fontaine: Françoise Ferrand
- Christine Carrère: Dominique Vallon
- Bradford Dillman: Bertrand Griot
- Eduard Franz: Monsieur Vallon
- Katherine Locke: Madame Vallon
- Kathryn Givney: Madame Griot
- Steven Geray: Denis
- Johnny Mathis: ell mateix

## Cançó de la pel·lícula
- A Certain Smile, lletra de Paul Francis Webster i música de Sammy Fain, interpretada per Johnny Mathis. La cançó va conèixer un gran èxit, incloent-hi França on ha estat adaptada per Boris Vian sota el títol homònim de la novel·la de Sagan, Un certain sourire.

## Premis i nominacions

### Nominacions
- 1959: Oscar a la millor direcció artística per Lyle R. Wheeler, John DeCuir, Walter M. Scott, Paul S. Fox
- 1959: Oscar al millor vestuari per Charles Le Maire, Mary Wills
- 1959: Oscar a la millor cançó original per Paul Francis Webster (lletra) i Sammy Fain (música) amb "A Certain Smile"

## Producció

### Gènesi
- Segona adaptació americana d'una novel·la de Françoise Sagan després de Bonjour tristesse estrenada al mes de març del mateix any. Vincle entre les dues pel·lícules: al començament de Bonjour tristesse, David Niven fulleja un número d'Elle on es veu la foto de Christine Carrère a la coberta de la revista. Se sap ja el 1957 que l'actriu forma part del casting de la pel·lícula que es rodarà a començaments de 1958.

### Guió
Mentre la novel·la de Sagan s'acaba amb les relacions amoroses que l'heroïna «Dominique» continua mantenint amb el seu promès i el seu oncle, la productora Twentieth Century Fox ha modificat el final de la pel·lícula per evitar problemes de censura amb l'organisme PCA (Production Code Administration) segons un article aparegut en LA Mirror-News.

### Casting
- Primera pel·lícula de la curta carrera cinematogràfica americana de Christine Carrère (va rodar quatre llargmetratges). Primers passos de Bradford Dillman en el cinema després dels seus començaments a la televisió.

## Acollida
- A Certain Smile és més ben acollida que Bonjour tristesse per la crítica americana. La revista Variety lloa la realització de Jean Negulesco:

| « | La pel·lícula és ben dirigida, raonable, i magníficament fotografiada. Havent escollit suavitzar els aspectes amorals de la història, productor i realitzador han decidit aparentment privilegiar l'esteticisme. Per això, la pel·lícula abunda en imatges seductores de la Costa Blava que, fotografiada sota tots els angles possibles, posa idealment en valor les escenes romàntiques entre Rossano Brazzi i Christine Carrère. Les escenes als carrers de París són igualment atraients gràcies a la seva animació | » |

. Variety felicita igualment la interpretació, escrivint que 
| « | Christine Carrère és encantadora i menuda, portant just el que cal d'ombra al seu bon personatge. El promès, interpretat per Bradford Dillman, ell tan nouvingut, és d'una bellesa no convencional i perfecte en un paper irritant. Rossano Brazzi és un europeu empalagós, i la seva dona Joan Fontaine pateix tal com li exigeix el guió | » |

. Però la història del cinema retindrà l'adaptació de Bonjour tristesse  dirigida per Otto Preminger